# Vratislav Lokvenc
Vratislav Lokvenc (Náchod, Región de Hradec Králové, República Checa, 27 de septiembre de 1973) es un exfutbolista checo. Jugó de delantero y su primer equipo fue el FC Hradec Králové.

## Selección nacional
Ha sido internacional con la selección nacional de fútbol de República Checa, ha jugado 74 partidos internacionales y ha anotado 14 goles.

## Clubes
| Club               | País            | Años        |
| ------------------ | --------------- | ----------- |
| FC Hradec Králové  | República Checa | 1992 - 1994 |
| AC Sparta Praga    | República Checa | 1994 - 2000 |
| FC Kaiserslautern  | Alemania        | 2000 - 2004 |
| VfL Bochum         | Alemania        | 2004 - 2005 |
| Red Bull Salzburgo | Austria         | 2005 - 2008 |
| FC Basel (cedido)  | Suiza           | 2008        |
| FC Ingolstadt 04   | Alemania        | 2008 - 2009 |

## Participaciones con la selección nacional
| Mundial                        | Sede                   | Resultado    |
| ------------------------------ | ---------------------- | ------------ |
| Copa Confederaciones 1997      | Arabia Saudita         | Semifinal    |
| Eurocopa 2000                  | Bélgica y Países Bajos | Primera fase |
| Eurocopa 2004                  | Portugal               | Semifinal    |
| Copa Mundial de Fútbol de 2006 | Alemania               | Primera fase |

- Datos: Q315791
- Multimedia: Vratislav Lokvenc / Q315791